# Stephan Zippe
Stephan Zippe (* 18. Januar 1972 in Amberg) ist ein deutscher Kirchenmusiker, Kantor und Spezialist für Gregorianischen Choral.

## Leben
Nach seinem Abitur am musischen Max-Reger-Gymnasium Amberg studierte Stephan Zippe von 1992 bis 1997 katholische Kirchenmusik an der Hochschule für Musik und Theater München. Bereits damals lag der Schwerpunkt seiner Arbeit im Bereich Gregorianik. Seit Abschluss des Studiums war er als Kirchenmusiker in der Pfarrei St. Kastulus in Moosburg an der Isar tätig. 2006 berief ihn die Musikhochschule München zum Professor für Gregorianik und deutschen Liturgiegesang. Nachdem er bereits 2013 als Stellvertreter nachgerückt war, ist Stephan Zippe seit 2019 zudem Diözesanmusikdirektor des Erzbistums München und Freising.
Neben seiner praktischen Tätigkeit als Kirchenmusiker setzt er sich auch wissenschaftlich mit gregorianischem Choral auseinander. Stephan Zippe ist Mitglied der Associazione Internazionale Studi di Canto Gregoriano (AISCGre), einer internationalen Studiengesellschaft für Gregorianik, und steht seit 2011 ihrer deutschsprachigen Sektion vor. Eine seiner Aufgaben ist dabei die Restitution von Melodien. Auch ist er Mitherausgeber des Graduale Novum, eines Choralbuches, das Werke lateinischer Gregorianik für Sonn- und Festtage bereitstellt.

## Werke (Auswahl)
- mit Luigi Agustoni, Rupert Fischer, Johannes Berchmans Göschl, Liobgid Koch, Heinrich Rumphorst, Alexander M. Schweitzer: Vorschläge zur Restitution von Melodien des Graduale Romanum (Teil 10). In: Beiträge zur Gregorianik. Band 30, 2000, S. 7–32.
- mit Franco Ackermans, Luigi Agustoni (†), Rupert Fischer (†), Inga Behrendt, Johannes Berchmans Göschl, Bernard Huber, Liobgid Koch, Josef Kohlhäufl, Heinrich Rumphorst, Alexander M. Schweitzer: Vorschläge zur Restitution von Melodien des Graduale Romanum (Teil 18: 5. bis 8. Sonntag im Jahreskreis). In: Beiträge zur Gregorianik. Band 39, 2005, S. 9–36.
- mit Markus Eham, Bernward Beyerle, Gerald Fischer, Michael Heigenhuber: Münchener Kantorale: Werk- und Vorsängerbuch für die musikalische Gestaltung der Messfeier. Lesejahr A. 2015.